# Sobíňov
Sobíňov (en allemand : Sobinau) est une commune du district de Havlíčkův Brod, dans la région de Vysočina, en Tchéquie. Sa population s'élevait à 734 habitants en 2020.

## Géographie
Sobíňov se trouve à 4 km à l'ouest de Ždírec nad Doubravou, à 18 km au nord-est de Havlíčkův Brod, à 37 km au nord-nord-est de Jihlava et à 105 km à l'est-sud-est de Prague.
La commune est limitée par Libice nad Doubravou et Podmoklany au nord, Ždírec nad Doubravou au nord et à l'est, par Krucemburk au sud, et par Chotěboř au sud et à l'ouest.

## Histoire
La première mention écrite de la localité date de 1358.